# مسجد جماعت خوقند
مسجد جماعت خوقند (انگلیسی: Kokand Congregational Mosque) یک بنای معماری است که در میدان چورسو (چارسو) در خوقند، منطقه فرغانه، ازبکستان واقع شده‌است. این بنا در ۱۸۱۹–۱۸۲۲ به دستور عمر خان حاکم خوقند ساخته شد. این مجموعه شامل مسجد، مدرسه، نمازخانه، مناره و خانقاه است.
این بنا در حال حاضر در فهرست میراث فرهنگی مادی جمهوری ازبکستان است.

## تاریخچه
در سال ۱۸۰۵ به دستور علیم خان، حاکم وقت خوقند، ساخت مسجد جامع خوقند آغاز، اما متوقف شد. در سال ۱۸۱۹، فرمانروای بعدی خانات خوقند، عمر خان، ساخت مسجد جماعت خوقند را از سر گرفت.
این ساخت و ساز توسط یک معمار مشهور از اوراتپه (Ura-Tyube) واقع در تاجیکستان کنونی، رهبری شد. زیر نظر او ۲۰۰ بنا و کارگر کار می‌کردند. دو سال بعد، مسجد جماعت خوقند ساخته شد.
مسجد جماعت خوقند حیاط بزرگی دارد. در قسمت غربی صحن مسجد، ایوان بزرگی (با مساحت ۵/۹۷ در ۵/۲۵ متر) وجود دارد که سقف آن را ۹۸ ستون نگه می‌دارند. ستون‌های ایوان یک اثر هنری است که با رنگ‌های ظریف با افزودن طلا، رنگ آمیزی شده‌اند. در مرکز حیاط، مناره ای به ارتفاع ۲۲٫۵ متر ساخته شده‌است. مناره آن سنگی است و با حلقه‌های ساخته شده از سنگ‌تراشی و آجر سوخته‌است که با گنبد فانوسی شش قوسی، تاج گذاری شده‌است. با این حال، مناره با نقش‌های اضافی تزئین نشده‌است. یک پلکان مارپیچ به بالای مناره منتهی می‌شود.
دیوارهای مسجد هنوز گچبری‌ها را حفظ کرده‌است که برای منطقه فرغانه بی نظیر است. در اطراف صحن حجره‌ها (کلاس‌های درسی) وجود داشت، زیرا مدرسه ای نیز در این در مسجد فعالیت می‌کرد.